# スフェナコドン
スフェナコドン(Sphenacodon)は、石炭紀後期からペルム紀前期（約3億年-2億8000万年前）にかけて現在の北アメリカ大陸に生息していた単弓類。名前は「くさび形の歯」という意味。真盤竜亜目スフェナコドン科の肉食動物で全長約2-3メートル、背中にある棘状の突起が特徴。

## 概要

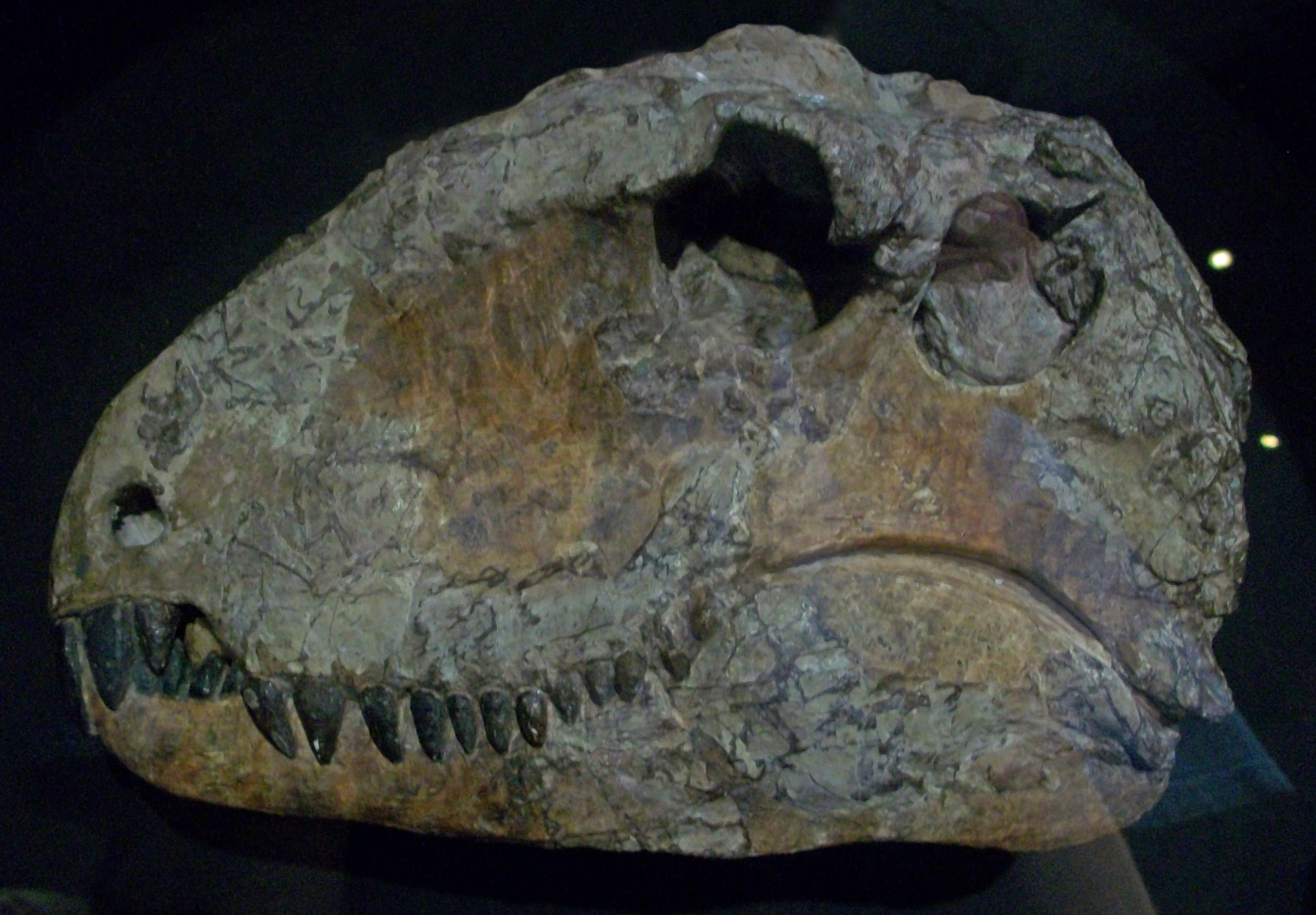
復元された頭骨

研究者はこれまでに、Sphenacodon ferox（模式種）とSphenacodon ferociorの2種類を認めている。S. feroxは全長約2メートルだが、S. ferocior は40％大きいサイズで全長約3メートルまで成長しうる。また、S. ferociorは背中の突起もS. feroxより45％高い。S. feroxのほぼ完全な頭蓋骨が発見されたことで、顎の特定部にある歯の本数や上顎骨と前顎骨との間にあるくぼみの大きさなどの2種の間の区別が明確になった。この2種はいくつかの地層で一緒に出てくるが、S. feroxはおそらくペルム紀前期の後半まで生き残っていた。
スフェナコドンは、同じスフェナコドン科の肉食獣であるディメトロドンと多くの類似点がある。 まず、スフェナコドンの頭蓋骨がディメトロドンと非常に似ている。上顎骨の前部にくぼみがあり、左右に狭くて縦に深い。上顎にも下顎にも強力な歯が並び、尖った切歯（前歯）、大きな犬歯、切り刻み用のやや小さな後歯とに分けられる。 眼窩は高い位置かつ後方にあり、目の後ろ少し下方には単弓類の特徴である1つの開口部（側頭窓）がある。また、体の比率もディメトロドンと似ており、非常に大きな頭部、短い首、頑強な胴体、比較的短い前肢と後肢、全長の約半分を占める先細りの尾を有している。両者の顕著な違いは「背中の突起」にある。ディメトロドンでは神経棘は長く細い円柱状に背中から飛び出し、尾の付け根まで続く垂直で背の高い帆を支持している。スフェナコドンでは神経棘は大型化しているものの先端が平らになった刃のような形状で、背中から尾まで帆と言うほどでもない高まりを形成している。（スフェナコドン科の1属であるCtenospondylusも刃状の神経棘を持ち、背中のヒダはスフェナコドンよりも背が高いが、ディメトロドンの帆ほどではない）
スフェナコドンとディメトロドンの化石は、ペルム紀前期にパンゲア超大陸の赤道を貫く古代ヒューコ水路で隔てられていた異なる地質領域でよく発見されており、ニューメキシコ州南部とテキサス州西部の多くにまたがっている。スフェナコドンに関しては北米大陸のニューメキシコ州、アリゾナ州、およびユタ州西部で見つかっている （ディメトロドンは主にテキサス州やオクラホマ州の東側の水辺環境から）。彼らはその地域の陸上にいる頂点捕食者であり、恐らく両生類、 ディアデクテス、初期の単弓類や双弓類を餌にしていた。
スフェナコドンは約2億8000万年前、ペルム紀前期に絶滅したと見られる。ディメトロドンは約2億7000万年前まで生き残った。ペルム紀中期までにこれら大型のスフェナコドン科の捕食者は絶滅し、哺乳類の直接祖先を含んだ哺乳類型爬虫類のグループ、獣弓類に後に取って代わられた。
スフェナコドンやディメトロドンは今のところ、短い四肢を身体から90度外側に開いた腕立て伏せのような、現代のトカゲやワニのように尾や腹を地面に引きずる姿で描かれている。博物館に設置されているスフェナコドンの骨格模型も、この這いつくばる姿勢が典型的である。しかし、"Dimetropus（ディメトロドンの足）"と呼ばれる大型スフェナコドン科動物の足形とよく一致すると見られている歩行痕は、体の下で足を狭めて歩いている動物の、尾や腹を引きずらない半直立歩行を示している。より効率的な直立姿勢を示すこうした明確な証拠は、スフェナコドン（およびディメトロドン）の解剖学や歩行動作についての重要な詳細がまだ完全に解明されていない可能性を示唆している。ニューメキシコ州のPrehistoric Trackways National Monument内の数カ所で見つかっている、保存の良くて細い "Dimetropus" 歩行痕は、この州でも骨格が発見されていてディメトロドンより体の小さいスフェナコドン属とよく一致するが、小型のディメトロドン属のものである可能性もある。

## 発見と分類
1878年、アメリカの古生物学者O.C.マーシュはニューメキシコ州北部で化石収集家のDavid Baldwinが発見した下顎骨の一部に基づき、スフェナコドン（ギリシャ語でくさび形の歯）と命名した。この顎に関する短い記載で、マーシュは後ろの歯が特徴的だと言及（歯冠は圧縮されており、鋭利に切れる先端を有しているが縁に鋸歯はないと）して、この動物を「長さ約6フィート、食性は肉食性」と推定したが、下顎以外の骨格は知られていなかった。この属に”狂暴”という意味の種小名 ferox を与えたマーシュは、新たにスフェナコドン科を創設した。これは原始的な爬虫類の目である"Rhynchocephala"（＝ Rhynchocephalia 『喙頭目』）に分類され、この目は今も生息するムカシトカゲほか初期の爬虫類のほぼ全てを含むグループとなった。
他の古生物学者はスフェナコドンに関するマーシュの短い言及について、約30年ほどの間あまり注意を払わなかった。その間、背中が帆になったディメトロドン （後にライバルとなる古生物学者E.D.コープが、1878年に命名）は、数多くの化石からも知られる科学的に重要な属となった。20世紀初めにニューメキシコでより多くの化石が発見されたことにより、スフェナコドン属はディメトロドン属と異なる低い棘を持った肉食性「ペリコサウルス」である、と認識されるようになった。そこで提案された分類群"Elcabrosaurus baldwini" Case,1907 や"Scoliomus" Williston and Case, 1913 は現在、S. feroxの同物異名と考えられている。
1937年、より大きく屈強で比較的長い神経棘を持つ、ニューメキシコ州で見つかった2番目の種について、アルフレッド・ローマーはS. ferocior（種小名は”さらに狂暴”という意味）と命名した 。1940年には、ローマーとプライスによってS. feroxとS. ferionorの詳細な記載と両者の骨格の再構成が発表された。
第3の種として、Sphenacodon britannicusが文献に引用されていることがある。これは1908年に、ドイツの古生物学者F.von Hueneがイングランドで発見された上顎の一部に基づいてOxyodon britannicusと記載したものである（ただし属名のOxyodonは魚類の属名Oxyodon Baur, 1906として既に使われており、よって無効である）。その標本は、当初は三畳紀の恐竜の可能性があるとされていたが、後にvon Hueneにより「ペリコサウルス」と同定された。ペイトンは1974年にこの種をスフェナコドン属に移動し、Sphenacodon feroxぐらいの大きさの動物であると指摘した 。しかしながら最近の研究では こうした貧弱な化石標本によって、これがスフェナコドン属なのかディメトロドン属なのかはたまた独自の属なのかの判別に使用できるものなのか、について疑問が呈されている。Oxyodon britannicus（もしくはSphenacodon (?) britannicus）は今のところ、スフェナコドン科不確定属として分類されている。